# Robinsonia dewitzi
Robinsonia dewitzi är en fjärilsart som beskrevs av Juan Cristóbal Gundlach 1881. Robinsonia dewitzi ingår i släktet Robinsonia och familjen björnspinnare. Inga underarter finns listade.

## Bildgalleri

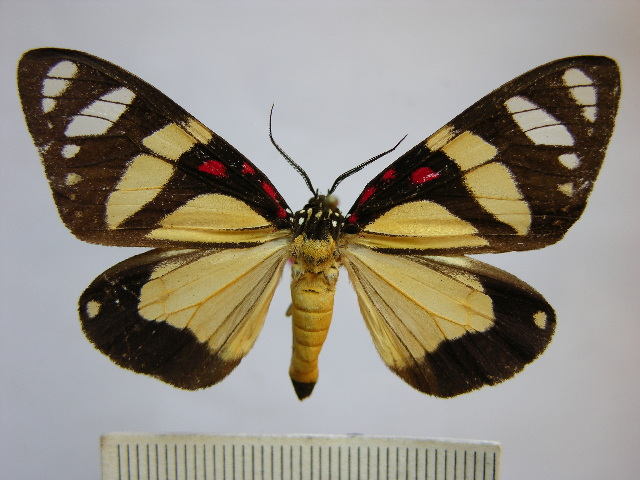